# Лавров, Виктор Георгиевич
Виктор Георгиевич Лавров (1 августа 1942 года — 31 июля 2017 года) — советский и российский тренер по гандболу и пляжному гандболу. Заслуженный тренер России. Заслуженный работник физической культуры Российской Федерации (1998).

## Биография
Виктор Георгиевич Лавров родился 1 августа 1942 года.
С 1989 года был руководителем ставропольской детско-юношеской школы олимпийского резерва по гандболу.
В 1992 году при непосредственном участии Лаврова был основан клуб «Динамо-Виктор», который первоначально назывался его именем, затем «Виктор-СКА» и «Динамо-Виктор». В команде Виктор Георгиевич работал сначала тренером, а затем спортивным директором.
С 2000 по 2012 год работал главным тренером мужской сборной России по пляжному гандболу.
Погиб в автомобильной катастрофе 31 июля 2017 года на трассе Лабинск — Майкоп.
Наиболее высоких результатов среди воспитанников Лаврова достигли:
- Игорь Лавров — сын Виктора Георгиевича, олимпийский чемпион 2000 года, чемпион мира 1997 года, чемпион Европы 1996 года[9];
- Виталий Иванов — бронзовый призёр Олимпиады 2004 года, многократный чемпион России;
- Тимур Дибиров — многократный чемпион России;
- Константин Игропуло — многократный чемпион России, Греции и Испании;
- Сергей Предыбайлов — бронзовый призёр чемпионата мира 2004 года.

## Кубок Виктора Лаврова
С 2018 года гандбольный клуб «Виктор» (Ставрополь) организует предсезонный турнир в память основателя клуба.

## Награды и звания
- Заслуженный тренер России.
- Заслуженный работник физической культуры Российской Федерации (1998)[10].
- Орден Дружбы (2002)[11].
- Медаль «За усердие и полезность» (2003).
- Почётный знак «За развитие физической культуры и спорта».
- Почётный знак «Спортивная слава Ставрополья».
- Почётная грамота губернатора Ставропольского края.
- Медаль «За заслуги перед Ставропольским краем»[12].
- Медаль «Герой труда Ставрополья» (2014)[13].